# Grayan-et-l'Hôpital
Grayan-et-l'Hôpital é uma comuna francesa na região administrativa da Nova Aquitânia, no departamento da Gironda. Estende-se por uma área de 44,07 km². Em 2010 a comuna tinha 1 450 habitantes (densidade: 32,9 hab./km²).